# Sokrožne točke
Sòkróžne tóčke (tudi koncíklične tóčke) so v geometriji točke, ki ležijo na isti krožnici.
Trikotniku lahko očrtamo krog. Štirikotnik, ki mu lahko očrtamo krog, je tetivni štirikotnik.
V splošnem mora biti središče kroga S, na katerem ležita točki A in B, takšno, da sta dolžini SA in SB enaki. Zaradi tega mora S ležati na simetrali daljice AB. Za n različnih točk je n(n− 1)/2 takšnih premic, in vse se morajo sekati v isti točki.
V tetivnem štirikotniku so vsa njegova oglišča sokrožna. V splošnem so mnogokotniki, ki imajo vsa oglišča sokrožna, tetivni mnogokotniki. Poljubne tri nekolinearne točke A, B in C so sokrožne eni sami krožnici. Štiri različne točke A, B, C in D so sokrožne, če velja:
{\displaystyle \alpha \equiv \angle CAD=\angle CBD\!\,.}